# Semín
Semín település Csehországban, a Pardubicei járásban. Semín Břehy, Přelouč, Strašov, Sopřeč, Řečany nad Labem és Kladruby nad Labem településekkel határos. Lakosainak száma 618 fő (2024. január 1.).

## Népesség
A település lakosságának változását az alábbi diagram mutatja:
| Lakosok száma | 721  | 826  | 768  | 712  | 611  | 511  | 576  | 573  | 594  | 618  |
|               | 1869 | 1900 | 1921 | 1961 | 1980 | 2011 | 2016 | 2019 | 2021 | 2024 |